# Xã Saddle Butte, Quận Golden Valley, Bắc Dakota
Xã Saddle Butte (tiếng Anh: Saddle Butte Township) là một xã thuộc quận Golden Valley, tiểu bang Bắc Dakota, Hoa Kỳ. Năm 2010, dân số của xã này là 25 người.